# Murronsaari (ö i Södra Savolax)
Murronsaari är en ö i Finland. Den ligger i sjön Pihlajavesi och i kommunen Nyslott i  landskapet Södra Savolax, i den sydöstra delen av landet, 270 km nordost om huvudstaden Helsingfors. Öns area är 0,5 hektar och dess största längd är 160 meter i nord-sydlig riktning.